# توانبخشی دید
توانبخشی دید (اغلب به نام  توانبخشی دید ) یک اصطلاح برای توانبخشی برای بهبود بینایی یا کم بیناییاست. به عبارت دیگر، روند بازگرداندن توانایی عملکردی و بهبود کیفیت زندگی و استقلال در فردی که عملکرد بصری را از طریق بیماری یا آسیب از دست داده‌است، می‌باشد. بیشتر خدمات توانبخشی معطوف به کم بینایی است که یک اختلال بینایی است که نمی‌تواند به‌طور کامل با عینک، تماس با لنز دارو یا عمل جراحی تصحیح شود. کم بینایی تداخل با توانایی انجام فعالیت‌های روزمره. اختلال بینایی ناشی از عوامل مختلفی مانند آسیب‌های مغزیبا از دست دادن بیناییو دیگر ایجاد می‌شود از تکنیک‌های در دسترس در توانبخشی کم بینایی، بیشتر آن‌ها متمرکز به روش‌های نورولوژیک و فیزیکی می‌باشند.

## مقدمه و تعریف

### تعریف توانبخشی
توانبخشی مشتق از کلمه لاتین habilitasکه به معنی " دوباره قادر سازی " می‌آید. توانبخشی کمک می‌کند تا بیماران مبتلا به استقلال فیزیکی و اجتماعی و عاطفی و معنوی و کیفیت زندگی دست بیابند. توانبخشی علت آسیب را از بین یا خنثی نمی‌کند بلکه به دنبال ترویج عملکرد و استقلال از طریق انطباق است. افراد می‌توانند از توانبخشی در حوزه‌های مختلف مانند موتور توانبخشی پس از سکته مغزی یا فیزیکی و توانبخشی پس از با یک ماشین تصادف بهره ببرند.

### تعریف از کم بینایی
کم بینایی یک بیماری است که در آن سطح دید ۲۰/۷۰ یا بدتر است و نمی‌توان آن را به‌طور کامل با درمان‌های پزشکی و جراحی یا عینک‌های معمولی، بهبود بخشید.
حدود ۱۴ میلیون آمریکایی دچار کم بینایی می‌باشند. شیوع کم بینایی از ۱٪ در سن ۶۵ به ۴ درصد در سن ۷۹ و به‌طور چشمگیری به ۱۷ درصد بعد از سن ۸۰ افزایش میابد. علاوه بر شیوع کم در حال افزایش، افسردگی تبدیل به یک مسئله مشترک برای افراد مبتلا به کم بینایی شده‌است.
کم بینایی متفاوت از کوری است که در افراد مبتلا به کم بینایی اندکی از بینایی قابل استفاده است. اما این افراد اغلب در طول زمان، در انجام وظایف روزانه خود به دلیل دید رو به وخامت (مانند مطالعه، آشپزی، رانندگی، شناخت چهره مردم و تشخیص رنگ) دچار مشکل میشون.

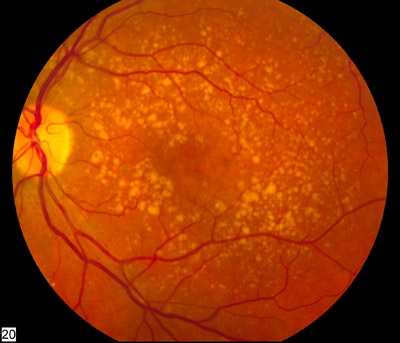
دژنراسیون ماکولا

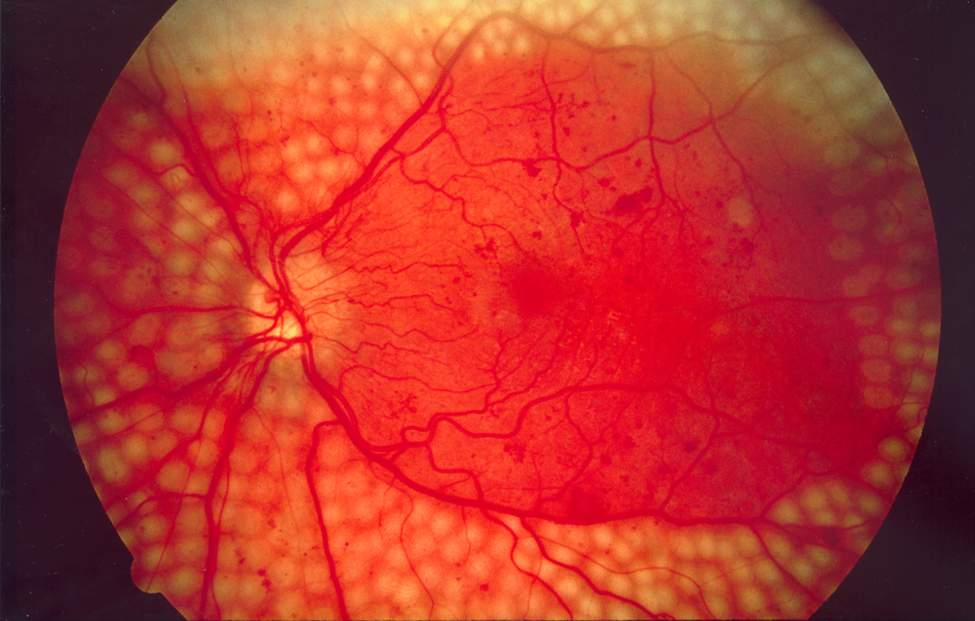
رتینوپاتی دیابتی

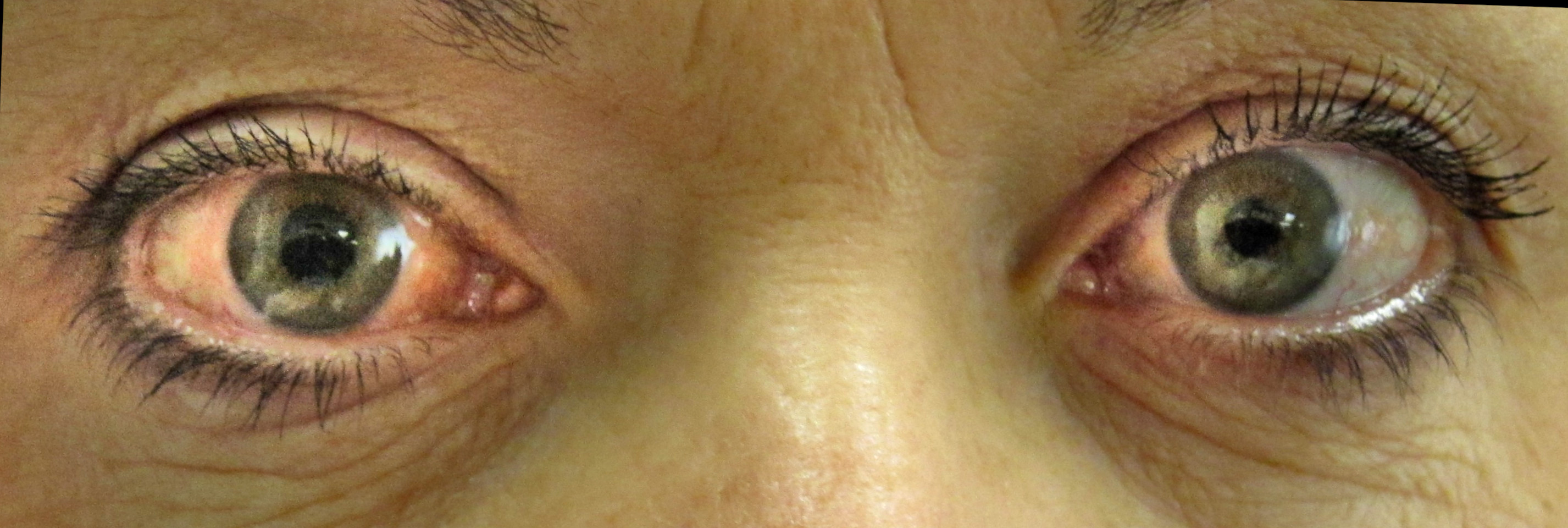
گلوکوم

آب مروارید

| تعریف                          | فعالیت‌های بصری     | میدان بینایی      |
| ------------------------------ | ------------------ | ----------------- |
| اختلال بینایی معمولی           | <۲۰/۶۰ به ۲۰/۱۶۰   | در نظر گرفته نشده |
| شدید اختلال بینایی             | ≤۲۰/۲۰۰ به ۲۰/۴۰۰  | میدان ≤۲۰ درجه    |
| عمیق اختلال بینایی             | <۲۰/۴۰۰ به ۲۰/۱۰۰۰ | میدان ≤۱۰ درجه    |
| نزدیک به کل از دست دادن بینایی | ≤۲۰/۱۲۵۰           |                   |
| کوری                           | هیچ ادراک نور      |                   |

## بیماری‌هایی که باعث کم بینایی و معلولیت‌های مرتبط به هر بیماری
کم بینایی می‌تواند ناشی از بسیاری از بیماری‌ها می‌باشد. هر چند کم به‌طور عمده در افراد مسن ظاهر می‌شود، امکان بروز در هر مرحله از زندگی وجود دارد. در اکثر مردم کم بینایی در  نتیجهٔ یک شرایط چشمی و بیماری‌هایی مانند دژنراسیون ماکولاهای رتینوپاتی دیابتیهای گلوکومبا آب مرواریدبا retinitis pigmentosaو سکته مغزیاست.
| بیماری              | ارائه بالینی                                                                   | مربوط به معلولیت |
| ------------------- | ------------------------------------------------------------------------------ | --- |
| وابسته به سن ماکولا | کاهش حدت بینایی و از دست رفتن دید مرکزی (central scotoma)                      | مشکل خواندن، عدم توانایی در تشخیص چهره اعوجاج یا ناپدید شدن مرکز بینایی کاهش دید رنگ کاهش کنتراست ادراک تحرک مشکلات مربوط به از دست دادن عمق و کنتراست نشانه.                                         |
| رتینوپاتی دیابتی    | کاهش حدت بینایی پراکنده مرکزی scotoma محیطی و اواسط محیطی scotoma و ادم ماکولا | مشکل با وظایف نیاز به جزئیات ریز چشم‌انداز مانند خواندن تحریف دید مرکزی نوسان چشم‌انداز از دست دادن ادراک رنگ و تحرک مشکلات به دلیل از دست رفتن عمق و کنتراست نشانه. در موارد شدید کوری می‌تواند رخ دهد. |
| گلوکوم              | انحطاط دیسک نوری و از دست دادن دید محیطی (ساخت میدان بینایی)                   | تحرک و خواندن مشکلات با توجه به محدود ویژوال زمینه، در میدان بینایی افراد به‌طور ناگهانی ظاهر می‌شود. در موارد شدید کوری می‌تواند رخ دهد.                                                                |
| آب مروارید          | کاهش حدت بینایی و نور پراکنده حساسیت به تابش خیره کننده و اعوجاج تصویر         | رفع با استخراج لنز در ۹۰٪ از موارد. اگر نه مسئله با مشکل با جزئیات دید روشن و تغییر سطح نور رنگ بینایی، مقابل، ادراک و تحرک مربوط به از دست دادن عمق و کنتراست وجود دارد.                             |

## مطالعات بالینی و درمان
پس توانبخشی در به‌طور فزاینده‌ای در حال تثبیت شدن است. بسیاری از محققان مطالعات مربوط به توانبخشی دید را انجام می‌دهند. روش‌های درمان بسیاری برای بیماران را از جمله جلسات آموزشی درمانی و جراحی وجود دارد.‌ترین روش‌های فیزیکی تمرکز بر کمک به مردم با تغییر محیط یا کسب مهارت‌های لازم برای زنده ماندن در شرایط دشوار است. روش عصبی تمرکز بر درمانی است که روند تخریب را آهسته می‌کند یا حدت بینایی را بهبود می‌دهد. روانشناسی مشاوره گاهی اوقات استفاده می‌شود به این دلیل که
اختلال در دید می‌تواند به افسردگی منجر شود.

### رویکرد عصبی
بسیاری از درمان‌ها برای کاهش سرعت تخریب و از دست دادن بینایی یا بهبود دید عصبی با استفاده از روش‌های عصبی هستند. مطالعات در کم بینایی  نشان داده‌اند که در برخی موارد دید نمی‌تواند به سطح نرمال برسد اما کاهش بینایی پیش رونده می‌تواند از طریق مداخلات متوقف شود.

#### رویکرد عصبی مطالعات بالینی
| مطالعه عنوان                                                                | دسته بندی‌ها                                                                                                | شرایط                                     |
| --------------------------------------------------------------------------- | --- | ----------------------------------------- |
| و کم بینایی مداخله دادگاه                                                   | کم بینایی مداخله                                                                                           | کم بینایی                                 |
| تأثیر توانبخشی بر کیفیت زندگی در بینایی                                     | روش: کوری                                                                                                  | کوری                                      |
| ایمنی و اثر بخشی از ATG003 در بیماران با سن مرتبط با دژنراسیون ماکولا (AMD) | دارو: mecamylamine; دارو: دارونما                                                                          | دژنراسیون ماکولا                          |
| کم بینایی مداخله دنباله دوم (LOVIT دوم)                                     | دیگر: میان رشته‌ای کم بینایی سرویس سایر: پایه‌های پایین چشم‌انداز خدمات                                       | مرکزی از دست دادن بینایی از بیماری ماکولا |
| عملکرد چشم‌انداز در TBI                                                      | دیگر: چشم‌انداز مرمت درمانی؛‌های رفتاری: NVT چشم اسکن درمانی؛‌های رفتاری: غیرعادی مشاهده آموزش؛‌های رفتاری: شم | بینایی افراد؛ آسیب‌های مغزی                |
| اثر حسی می‌باشد نشانه بر ثبات پاسچر در افراد کور                             | دیگر: مشاهده                                                                                               | اختلال بینایی                             |

#### درمان‌های شیمیایی
به‌طور کلی درمان‌های شیمیایی برای کند کردن روند از دست دادن بینایی طراحی شده‌اند. تحقیقات با محافظت نورونی درمان انجام شده‌است که سرعت پیشرفت از دست دادن بینایی را کاهش می‌دهد. در مقایسه با سایر روش‌های موجود محافظت نورونی درمان به نظر می‌رسد شایع‌ترین در میان تمام درمان‌های شیمیایی. باشد.

#### ژن درمانی
ژن درمانی با استفاده از DNA به عنوان یک سیستم تحویل به درمان اختلالات بصری کمک می‌کند. در این روش DNA, از طریق یک وکتور ویروسی تغییر می‌کند، و سپس سلولهای مربوط به ترجمه دید معیوب پروتئین را کاهش می‌دهند. ژن درمانی به نظر می‌رسد برجسته‌ترین زمینه است که ممکن است قادر به بازگرداندن بینایی از طریق درمان باشد. با این حال برخی از مشکلات با ژن درمانی وجود دارد ممکن است که می‌تواند منجر به شرایط شدید مانند مرگ بشود .

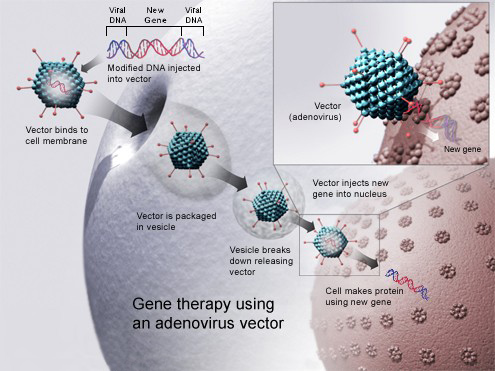
ژن درمانی با استفاده از یک آدنو بردار.

### رویکرد فیزیکی
توانبخشی دید از نظر رویکرد فیزیکی بیشتر آموزش با تمرکز بر روی راه‌هایی برای ایجاد محیط راحت‌تر برای کسانی که کم بینایی هستند. کاردرمانی معمولاً برای این بیماران پیشنهاد می‌شود. دستگاه‌هایی برای کمک به بیماران مبتلا برای دستیابی به استانداردهای بالاتر زندگی وجود دارد. این شامل ویدئو بلندگوهای جانبی منشور، تحریک direct current stimulation (tDCS), تلویزیون مدار بسته (CCTV), RFID, دستگاه‌های الکترونیکی، مدالها با سیستم‌های هشدار اضطراری مجازی، سیستم‌های صوتی و هوشمند صندلی چرخدار است.

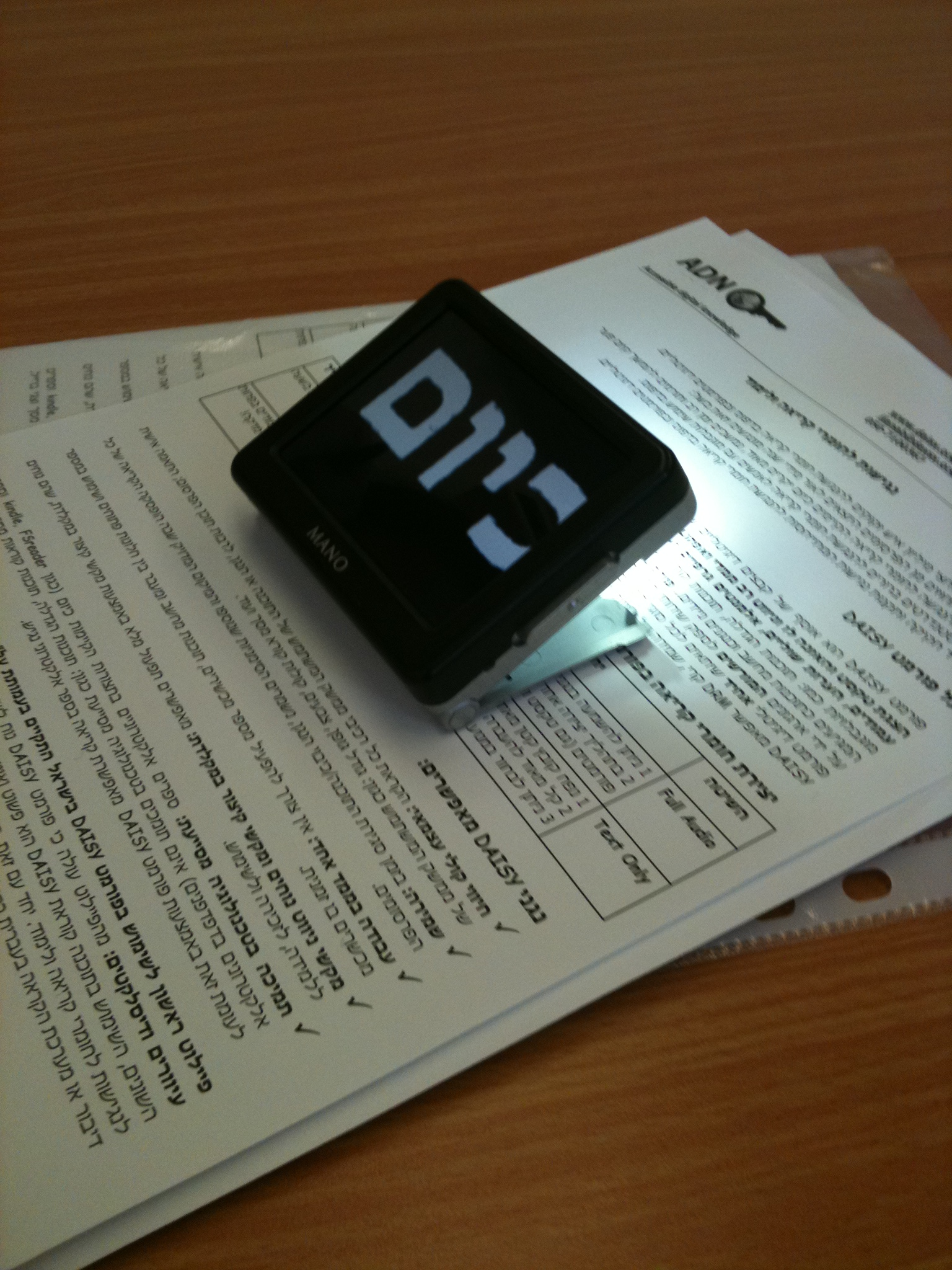
دوربین مدار بسته برای کم بینایی

#### مطالعات بالینی در رویکرد فیزیکی
| Study title | Categories                                                                                           | Conditions                                                         |
| --- | --- | ------------------------------------------------------------------ |
| Clinical Trial of Peripheral Prism Glasses for Hemianopia                                                                    | Device: high power peripheral prism glasses, Device: low power peripheral prism glasses              | Homonymous hemianopia                                              |
| Predictors of Driving Performance and Successful Mobility - Rehabilitation in Patients with Medical Eye Condition            | Procedure: low vision                                                                                | Low vision                                                         |
| Reading Performance with a Video Magnifier                                                                                   | Behavioral: video camera magnifier                                                                   | Macular degeneration                                               |
| Project Magnify - A Comparison of Two Strategies to Improve Reading Ability                                                  | Device: optical aids                                                                                 | Low vision                                                         |
| Evaluation of Eye Movement Tracking Systems for Visual Rehabilitation                                                        | Procedure: visual                                                                                    | Blindness                                                          |
| The Use of Transcranial Direct Current Stimulation (TDCS) to Enhance the Rehabilitative Effect of Vision Restoration Therapy | Behavioral: vision restoration therapy (VRT); Device: transcranial direct current stimulation (tDCS) | Hemianopia; quadrantanopia; scotoma; visual field loss             |
| Low Vision Study Comparing EV Training vs. CCTV for AMD Rehabilitation                                                       | Behavioral: eccentric viewing (EV) training; Device: closed-circuit television (CCTV)                | AMD                                                                |
| Wayfinding Information Access System for People with Vision Loss                                                             | Device: RFID device                                                                                  | Blindness                                                          |
| Emergency Egress and Information System for Persons with Vision Loss                                                         | Device: electronic badge                                                                             | Blindness                                                          |
| Restricted Useful Field View as a Risk Factor in Older Adults                                                                | Procedure: prevention of falls                                                                       | Visual impairment                                                  |
| Virtually Reality Mobility Training System for Veterans with Vision Loss                                                     | Device: virtual sound system                                                                         | Blindness                                                          |
| Vision Restoration Therapy (VRT) to Treat Non-Arteritic Anterior Ischemic Optic Neuropathy                                   | Device: vision restoration therapy (NOVAVISION)                                                      | Non-arteritic anterior ischemic optic neuropathy                   |
| Low Vision Depression Prevention Trial for Age Related Macular Degeneration (VITAL)                                          | Behavioral: BA-LVR; Behavioral: ST-LVR                                                               | AMD; depression                                                    |
| Improving Vision and Quality of Life in the Nursing Home                                                                     | Device: spectacles; Procedure: cataract surgery                                                      | Refractive error; cataract                                         |
| Living Successfully with Chronic Eye Diseases                                                                                | Behavioral: low vision self-management program                                                       | Chronic diseases; low vision; diabetic retinopathy; glaucoma; AMD  |
| Use of "Smart Wheelchairs" to Provide Independent Mobility to Visual and Mobility Impairments                                | Device: Smart Power Assistance Module (SPAM); Device: Smart Wheelchair Component System (SWCS)       | Blindness; wheelchair users                                        |
| Yoga for Persons with Severe Visual Impairment (RPY)                                                                         | Behavioral: yoga intervention                                                                        | Sleep disturbance; stress; anxiety; depression; balance impairment |

#### تحرک آموزش
تحرک آموزش توانایی بیماران مبتلا به اختلال بینایی بهبود می‌بخشد تا بتوانند به‌طور مستقل زندگی ‌کنند این آموزش ها برای بیماران باعث اکتیو تر شدن آنها است. برای کم بینایی روش‌های متعدد وجود دارد mobility آموزش روش‌ها و دستگاه‌های موجود از جمله صدا 3D واقعیت مجازی سیستم صحبت کردن به خط بریلو RFID طبقه است.
3D sound واقعیت مجازی سیستم صوت را تبدیل به مکان‌ها و نقشه‌های محیط زیست می‌کند. این سیستم هشدار به بیماران برای جلوگیری از خطرات احتمالی است. صحبت کردن به خط بریل توسط یک دستگاه است که کمک می‌کند تا بیماران کم بینا، به خواندن بریل با تشخیص نور و انتقال این اطلاعات از طریق تکنولوژی بلوتوث می‌باشد. RFID طبقه GPS-مانند سیستم ناوبری است که کمکی به بیماران برای شناسایی ساختمان داخلی است که در نهایت اجازه می‌دهد آن‌ها را به مسیر انحرافی در اطراف موانع هدایت کند.

#### آموزش مهارت‌های خانگی
آموزش مهارت خانگی اجازه می‌دهد تا بیماران برای بهبود مهارت‌های ارتباطی ، خودمراقبتی ، مهارت‌های شناختی ، مهارت‌های اجتماعی ، مهارت‌های فنی و حرفه‌ای ، آموزش تست روانشناسی و آموزش و پرورش تلاش کنند. یک مطالعه نشان می‌دهد که چند گروه مداخله برای افراد مسن با دید کم به عنوان یک رویکرد مؤثر مربوط به آموزش‌های خانگی است. به چند گروه مداخله شامل یادگیری دانش جدید یا مهارت‌های هر هفته جلسات متعدد اجازه می‌دهد تا شرکت کنندگان به درخواست دانش آموخته یا مهارت‌های خود در محیط زندگی و روابط خود را با ارائه دهندگان مراقبت‌های بهداشتی ادامه دهند. مهم‌ترین عامل در این مداخله حمایت از خانواده که شامل کمک با تغییرات در شیوه زندگی نگرانی‌های مالی و برنامه‌ریزی‌های آینده است.